# Cabril (Castro Daire)
Cabril é uma povoação portuguesa sede da Freguesia de Cabril do Município de Castro Daire, freguesia com 21,92 km² de área e 335 habitantes (censo de 2021), tendo, por isso, uma densidade populacional de 15,3 hab./km².

## História
Cabril foi vila e sede de concelho entre 1514 e 1835. O concelho era constituído pelas freguesias de Cabril e Moimenta do Baltar e tinha, em 1801, 702 habitantes.

## Demografia
A população registada nos censos foi:
| Distribuição da População por Grupos Etários | Distribuição da População por Grupos Etários | Distribuição da População por Grupos Etários | Distribuição da População por Grupos Etários | Distribuição da População por Grupos Etários |
| -------------------------------------------- | -------------------------------------------- | -------------------------------------------- | -------------------------------------------- | -------------------------------------------- |
| Ano                                          | 0-14 Anos                                    | 15-24 Anos                                   | 25-64 Anos                                   | > 65 Anos                                    |
| 2001                                         | 78                                           | 80                                           | 276                                          | 157                                          |
| 2011                                         | 49                                           | 33                                           | 191                                          | 141                                          |
| 2021                                         | 23                                           | 28                                           | 134                                          | 150                                          |

## Património
- Castro do Cabeço dos Mouros
- Parque éolico

## Presidentes da Junta
- José Almeida Gonçalves (PS) - 2013 a 2017;
- Pedro Manuel da Silva Duarte (PS) - 2017 ao presente.